# Zertifikat Deutsch
Le Zertifikat Deutsch (ZD) est un examen d'allemand organisé par le Goethe-Institut, pour valider officiellement des connaissances de base (Grundstufe) solides du langage quotidien correspondant au niveau B1 du CECRL. On peut l'obtenir avec mention. Il s'agit d'après le Goethe Institut, du diplôme minimum pour acquérir la nationalité allemande.

## Déroulement de l'examen
Il est composé de deux parties étalées sur deux jours.

### Écrit
L'examen dure quatre heures, est entrecoupée de pauses d'un quart d'heure, et se passe dans une salle de cours surveillée par un membre du Goethe-Institut. À chaque partie, le candidat reçoit un carnet de questions comportant les énoncés et les emplacements pour répondre.
- Grammaire et compréhension écrite

Des exercices de grammaire ainsi que des tests de compréhension écrite sont proposés.
Par exemple, une page remplie de petites annonces et une autre avec des phrases : quelle phrase avec quelle annonce ? Remplir les mots de liaisons dans un texte à trous.
- Écoute (Hörverstehen)

Une cassette audio est mise en route. Le candidat répond par vrai ou faux aux affirmations qui se trouvent sur la feuille de réponses en fonction de ce qu'il comprend. Sur l'ensemble de cette partie : il y a toujours autant de réponses vraies que de réponses fausses. 
L'écoute est composée de trois parties : Globalverstehen, Detailverstehen et Selektives Verstehen.
- La lettre (Schriftlicher Ausdruck)

Le candidat doit rédiger une lettre en faisant attention à la forme (formelle, familière) et à la trame imposée. 30 min, 45pt. La note est la moyenne des jugements de deux correcteurs.

### Oral
C'est la seconde partie, elle se déroule avec deux examinateurs qui notent le candidat. La note orale est la moyenne des jugements des deux examinateurs.
Le but est de montrer que l'on est à l'aise en allemand, les blancs sont donc à exclure.
- Présentation

Le candidat se présente. Cette partie est en général apprise par cœur par les candidats, les examinateurs posent des questions pour le tester. 3 min.
- Description d'une image

L'image peut être un graphique, une photographie, un dessin. 6 min.
- Le dialogue (Mündliche Prüfung)

Le candidat doit organiser quelque chose (anniversaire, voyage, conférence, etc.) avec un des deux examinateurs, sur un sujet et avec trame imposée. Cette partie sert à tester l'aptitude du candidat à avoir une discussion constructive avec un germanophone. 6 min.

## Prix
Il coûte environ entre 110 et 130 euros.